# یواس‌اس لپ‌وینگ (ای‌ام‌اس-۴۸)
یواس‌اس لپ‌وینگ (ای‌ام‌اس-۴۸) (به انگلیسی: USS Lapwing (AMS-48)) یک کشتی بود که طول آن ۱۳۶ فوت (۴۱ متر) بود. این کشتی در سال ۱۹۴۳ ساخته شد.